# 앵글로아메리카
앵글로 아메리카(영어: Anglo-America)(앵글로-색슨 아메리카(Anglo-Saxon America)라고 일컬어진다.)는 가장 흔히 영어권 지역을 가리킨다. 영어는 영국의 주요 언어이자 문화이며 대영 제국은 역사적, 인종적, 언어적, 문화적 영향을 많이 받았다. 앵글로 아메리카는 라틴 아메리카와 구별되는데, 라틴 아메리카는 스페인어가 있는 아메리카의 한 지역이다. 스페인어, 포르투갈어, 프랑스어)가 일반적이다.

## 지리적 지역
앵글로 아메리카라는 용어는 특히 미국과 캐나다를 지칭하는 경우가 많은데, 북미에서 가장 인구가 많은 두 개의 영어권 국가이다. 앵글로폰 카리브해를 구성하는 다른 지역으로는 옛 영국령 서인도 제도・벨리즈・버뮤다・가이아나 등이 포함된다.
그럼에도 불구하고 비앵글로폰적 다수를 차지하는 두 개의 주목할 만한 영토는 종종 비언어적 이유로 영미권에 포함된다. 캐나다에서, 프랑스어권 지역인 퀘벡, 뉴브런즈윅의 아카디아 그리고 코크레인 구역의 일부는 때때로 문화적, 경제적, 지리적, 역사적, 정치적 이유로 영미권의 일부로 여겨진다. 비슷하게, 스페인어를 사용하는 푸에르토리코는 미국의 비법인 영토로서의 지위 때문에 영미의 일부로 여겨진다. 반대로, 신트 유스타티우스, 신트 마르텐, 사바 등은 영어를 사용하는 다수 국가임에도 불구하고 일반적으로 영미 지역에 포함되지 않는다. 왜냐하면 그들은 네덜란드 왕국의 일부를 구성하는 구성 국가 기관이기 때문이다.
| 나라                        | 인구        | 면적 (km2)                    | 인구밀도 명/km2           |
| --------------------------- | ----------- | ----------------------------- | ------------------------- |
| 앵귈라 (영국)               | 14,764      | 91 km2 (35 mi2)               | 162.2/km2 (420/sq mi)     |
| 앤티가 바부다               | 86,754      | 442.6 km2 (170.9 mi2)         | 196.0/km2 (508/sq mi)     |
| 바하마                      | 310,426     | 10,010 km2 (3,860 mi2)        | 31.0/km2 (80/sq mi)       |
| 바베이도스                  | 285,653     | 430 km2 (170 mi2)             | 664.3/km2 (1,721/sq mi)   |
| 벨리즈                      | 314,522     | 22,806 km2 (8,805 mi2)        | 13.9/km2 (36/sq mi)       |
| 버뮤다 (영국)               | 68,268      | 54 km2 (21 mi2)               | 1,264.2/km2 (3,274/sq mi) |
| 영국령 버진아일랜드 (영국)  | 24,939      | 151 km2 (58 mi2)              | 165.2/km2 (428/sq mi)     |
| 캐나다                      | 34,255,000  | 9,984,670 km2 (3,855,100 mi2) | 3.7/km2 (9.6/sq mi)       |
| 케이맨 제도 (영국)          | 50,209      | 264 km2 (102 mi2)             | 198.2/km2 (513/sq mi)     |
| 도미니카 연방               | 72,813      | 751 km2 (290 mi2)             | 97.0/km2 (251/sq mi)      |
| 그레나다                    | 107,818     | 344 km2 (133 mi2)             | 313.4/km2 (812/sq mi)     |
| 가이아나                    | 748,486     | 196,849 km2 (76,004 mi2)      | 3.8/km2 (9.8/sq mi)       |
| 자메이카                    | 2,847,232   | 10,831 km2 (4,182 mi2)        | 262.9/km2 (681/sq mi)     |
| 세인트키츠 네비스           | 49,898      | 261 km2 (101 mi2)             | 191.2/km2 (495/sq mi)     |
| 세인트루시아                | 160,922     | 606 km2 (234 mi2)             | 265.5/km2 (688/sq mi)     |
| 세인트빈센트 그레나딘       | 104,217     | 389 km2 (150 mi2)             | 267.9/km2 (694/sq mi)     |
| 트리니다드 토바고           | 1,228,691   | 5,128 km2 (1,980 mi2)         | 239.6/km2 (621/sq mi)     |
| 터크스 케이커스 제도 (영국) | 23,528      | 430 km2 (170 mi2)             | 104/km2 (270/sq mi)       |
| 미국                        | 310,232,863 | 9,161,966 km2 (3,537,455 mi2) | 33.9/km2 (88/sq mi)       |
| 미국령 버진아일랜드 (미국)  | 109,775     | 346 km2 (134 mi2)             | 317.3/km2 (822/sq mi)     |

## 같이 보기
- 라틴 아메리카
- 대영 제국
- 건조 기후